# Ensam på Mars
Ensam på Mars (originaltitel: The Martian) är en science fiction-roman av Andy Weir. Boken släpptes först som e-bok och utgavs sedan av Crown Publishing Group. Handlingen kretsar kring Mark Watney som lämnas kvar på Mars. En filmatisering hade biopremiär den 25 november 2015.